# Май Блъди Валънтайн
„Май Блъди Валънтайн“ са рок група, създадена в Дъблин през 1983 година. От 1987 г. групата се състои от Кевин Шийлдс (вокали, китара, семплер) Колм О Киосоиг (барабани, семплер), Билинда Бътчър (вокали, китара) и Деби Гудж (бас). Тяхната музика е най-известна с необичайните си техники на продукция. Групата спомага за въвеждането в алтернативния рок на поджанр, известен като шугейзинг в края на 80-те и началото на 90-те години.
След няколко неуспешни ранни изяви и промени в състава, „Май Блъди Валънтайн“ подписва с Creation Records през 1988 година. Групата издава три успешни EP-та – You Made Me Realise (1988), Glider (1990) и Tremolo (1991), както и студийните албуми Isn't Anything (1988) и Loveless (1991). Loveless често бива описван като техния шедьовър и един от най-добрите албуми на 90-те. Въпреки това, Creation не преподписва нов договор след неговото издаване, поради големите разходи на албума. През 1992 г. групата се присъединява към Island Records и записва няколко албума неиздаван материал.
Гудж и О Киосоиг напускат групата през 1995 г., а през 1997 г. са последвани от Бътчър. Неспособен да завърши албум след Loveless, Шийлдс се изолира и по собствените си думи „полудява“. През 2007 г. той обявява, че групата отново се събира, и „My Bloody Valentine“ впоследствие започва световно турне. Техният трети студиен албум, M B V, излиза през 2013 година.

## Дискография
- This Is Your Bloody Valentine (EP); януари 1985
- Geek! (EP); декември 1985
- The New Record By My Bloody Valentine (EP); септември 1986
- Sunny Sundae Smile (EP); февруари 1987
- Strawberry Wine (EP); август 1987
- Ecstasy (EP); ноември 1987
- You Made Me Realise (EP); август 1988
- Isn't Anything (LP); ноември 1988
- Feed Me With Your Kiss (EP); ноември 1988
- Ecstasy And Wine (LP); ноември 1989 (компилация от „Strawberry Wine“ и „Ecstasy“)
- Glider (EP); април 1990
- Loveless (LP); 4 ноември 1991
- Tremolo (EP); февруари 1990
- M B V (LP); февруари 2013